# Nacionalismo brasileño

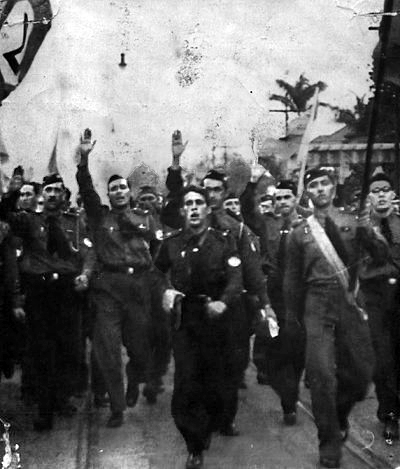
El saludo Anaué, adoptado por los Integralistas Brasileños, de probable origen tupí, que significa eres mi hermano.

El nacionalismo brasileño es una corriente ideológica que se fortaleció durante la etapa de la Independencia de Brasil en el siglo XIX. Históricamente, Brasil tiene una marcada orientación católica.

## Historia
Brasil fue inicialmente una colonia portuguesa establecida durante la colonización portuguesa de las Américas. Los historiadores no están seguros del momento preciso en que los brasileños desarrollaron un nacionalismo local distinto del portugués. En algunos casos, puede remontarse al propio descubrimiento, en otros a las exploraciones de los bandeirantes o a la Guerra Luso-Holandesa en el siglo XVII.
No obstante, los primeros casos de fuerte sentimiento nacionalista surgieron en el siglo XIX. La oligarquía colonial blanca de origen brasileño desarrolló sentimientos contra el sistema colonial y expresó hostilidad hacia las autoridades portuguesas. Ya en 1789 hubo conspiraciones locales para separarse de Portugal, pero la Independencia de Brasil tuvo lugar recién en la década de 1820 tras el traslado de la corte portuguesa a Brasil durante las Guerras napoleónicas. Los brasileños tenían deseos de autogobierno y resentían que las riquezas de la nación fueran llevadas a Portugal.
Después de la independencia del país, el nacionalismo brasileño mantuvo su sentimiento antiportugués, ampliándose a sentimientos antibritánicos y antiespañoles (especialmente contra los países de la Cuenca del Plata: Argentina, Paraguay y Uruguay), moldeando un nacionalismo antiextranjero. El sentimiento antiportugués fue, de hecho, un sentimiento común en todo Brasil, y ayudó a mantener el país unificado durante los últimos períodos coloniales y los primeros años caóticos después de la independencia. La monarquía brasileña también fue un factor unificador, ya que la mayoría de la élite aceptaba la autoridad de los reyes y temía las consecuencias de una posible revolución de sus esclavos.  La élite imaginaba un país de blancos pero los esclavos, mulatos y mestizos, constituían casi dos tercios de la población brasileña.  Con este fin, fomentaron la inmigración europea para aumentar el número de blancos.
El sentimiento antiportugués también llevó a un mayor uso de la lengua francesa, en detrimento de la lengua portuguesa. Francia era vista en la época como un modelo de civilización y progreso.Barbosa, 2009, pp. 19 El nacionalismo literario comenzó en la década de 1840 con las obras de José de Alencar, que utilizó modelos literarios franceses para describir las regiones y los medios sociales de Brasil.  Las obras literarias nacionalistas se volvieron más complejas en la segunda mitad del siglo XIX.